# Nagykapornak
Nagykapornak là một thị trấn thuộc hạt Zala, Hungary. Thị trấn này có diện tích 24,41 km², dân số năm 2010 là 922 người, mật độ 38 người/km².